# Liste der Vertriebenendenkmale in Baden-Württemberg (K–P)
Diese Liste der Vertriebenendenkmale in Baden-Württemberg (K–P) verzeichnet die Denkmale für die Deutschen, die nach dem Zweiten Weltkrieg aus den Ostgebieten des Deutschen Reiches oder aus Siedlungsgebieten im östlichen Europa vertrieben wurden oder dort umkamen. Eingeschlossen sind Dankestafeln für die Aufnahme in Westdeutschland.

## Liste
| Bild | Ort                          | Lage | Jahr                  | Beschreibung |
| ---- | ---------------------------- | --- | --------------------- | --- |
|      | Karlsruhe                    | Eingang des Nordweststadt-Friedhofs: Werbass | 1984                  | „Werbass 1785–1945.“ – „Werbass wurde unter Kaiser Joseph dem II. in der Batschka im damaligen Südungarn gegründet. Nach dem 1.Weltkrieg kam es zu Jugoslawien.1944 verließen die meisten deutschen Einwohner von Werbass ihre Heimat. Sie sind seither zerstreut in aller Welt, zumeist in der Bundesrepublik Deutschland.“ – „Die Ortsgemeinschaft Werbass gedenkt in Liebe und Dankbarkeit ihrer Toten seit der Gründung der Gemeinde, der Gefallenen und Vermißten in Kriegen, der in der Gefangenschaft, auf der Flucht, in den Internierungslagern der alten Heimat, an Krankheit und Entbehrungen Gestorbenen, der in Herbstnächten 1944 daheim Umgekommenen. Sie sind nicht vergessen. Sie gehören zu uns.“ |
|      | Karlsruhe                    | Gräberfeld 37 des Hauptfriedhofs: Denkmal der Gemeinde Biled |                       | „Billed / Banat.“ – „Billed wurde 1765 unter Kaiserin Maria Theresia von deutschen Kolonisten gegründet. Nach schwerem Anfang wuchs und entwickelte sich die Gemeinde zu einem blühenden Schwabendorf. Unter völkischem und politischem Druck kehrten die Deutschen nach 200 Jahren in ihr Mutterland zurück.“ – „Wir gedenken in Ehrfurcht, Dankbarkeit und Liebe unserer Toten, der Gefallenen der beiden Weltkriege, der Opfer der Flucht, der Russlanddeportation, der Baragan-Verschleppung, aller unserer Toten in der Heimat und der verstorbenen Landsleute in aller Welt.“ |
|      | Karlsruhe                    | Hauptfriedhof, Vertriebenenkreuz | 2000                  | „Den Millionen Deutschen, die durch gewaltsame Vertreibung, Flucht, Internierung und Verschleppung ihr Leben verloren, zum ehrenden Gedenken.“ – „Ihre Heimat war Danzig, Ostpreußen, Pommern, Schlesien, Westpreußen, in der Tschechoslowakei und in den deutschen Siedlungsgebieten in Estland, Litauen, Jugoslawien, Polen, Rumänien, Russland und Ungarn. Errichtet vom Bund der Vertriebenen – Vereinigte Landsmannschaften, Karlsruhe“ |
|      | Karlsruhe                    | Friedhof in Grünwettersbach, Ostlandkreuz | 1958                  | |
|      | Karlsruhe                    | Friedhof in Karlsruhe-Neureut: Gedenkstein der Gemeinde Kischker, Batschka. Relief aus Fruchtähren und sieben Kreuzen | 1986                  | „Kischker in der Batschka 1786–1945.“ |
|      | Kirchheim am Neckar          | Friedhof, Gedenkkreuz mit Steintafel | 1960                  | „Zum Gedenken an die Toten der Heimat.“ |
|      | Kirchheim am Neckar          | Aussegnungshalle des Friedhofs: Gedenktafel der Gemeinde Stangendorf, Landkreis Zwittau, Sudetenland | 1986                  | „Zum ehrenden Gedenken unserer Verstorbenen, der Opfer aus Krieg und Vertreibung. Stangendorf, Sudetenland.“ |
|      | Kirchheim unter Teck         | Pater-Max-Wegner-Platz. Tafel am Zugang zum Brunnenplatz: Pannonien | 1964                  | „Dieser Platz mit dem Pannonia-Brunnen wurde zur Erinnerung an die verlorene Heimat im Pannonischen Raume und zur besonderen Ehre Peter Max Wagners, des großen deutsch-amerikanischen Helfers der Donauschwaben, von seinen in der Urheimat zurückgekehrten Landsleuten und der Stadt Kirchheim u.Teck, A.D. 1964, im zwanzigsten Jahr nach der Vertreibung geschaffen.“ – „Im Überfluß war alles, auch das Leid.“ |
|      | Kirchheim unter Teck         | Alter Friedhof: Gedenkstein der Gemeinde Bulkes, Batschka | Pfingsten 1976        | „Bulkes 2618 Einwohner. Unvergessen sind 968 Männer, Frauen und Kinder. Verschleppt, verhungert, getötet in Jugoslawien und Russland.“ |
|      | Kirchheim unter Teck         | Parkanlage bei der Martinskirche: Mährisch-Schlesien | 1981                  | „Mähr. Schles. Sudeten-Gebirgsverein 1881.“ |
|      | Kirchheim unter Teck         | am Ludwig-Uhland-Gymnasium: Freiwaldau, Oberlausitz |                       | „Dr. Franz Eigl, Direktor des Deutschen Staats-Reformrealgymnasiums Freiwaldau, Ostdeutschland, von 1913 bis 1937. AMICO IUVENTUTIS. MORTUI DOCENT VIVI. HAVE ANIMA PIA. Den Lehrer und Menschen ehren die Freiwaldauer Oberschulgemeinschaft und die Patenstadt Kirchheim unter Teck. 50-Jahr-Feier 1963.“ |
|      | Waghäusel                    | Ecke Kolpingstraße / Heidelberger Straße in Kirrlach | 1996                  | „Zur Erinnerung und zum Dank für die Aufnahme der Heimatvertriebenen in Kirrlach in der Zeit nach dem Zweiten Weltkrieg 1945/46. Erstellt 1996 von den Heimatvertriebenen.“ |
|      | Königsbach-Stein             | Bački Brestovac, Donauschwaben | 1986                  | „1786–1986, 200 Jahre Batsch-Brestowatz. Stätte donauschwäbischen Lebens, Betens, Strebens und Sterbens. 19.5.1786 Ansiedlung durch Kaiser Joseph II., 8.10.1944 Flucht bzw. Vertreibung, 14.6.1986 Brestowatzer aus aller Welt vereint in der Liebe zum Heimatort. Non pro hodiernis sed pro futuris temporibus. Königsbach-Stein ist unsere Patengemeinde.“ |
|      | Kornwestheim                 | Neuer Friedhof: Gedenkstätte der Gemeinde Kornwestheim. Statue und Steinblock |                       | „Den Toten unserer Heimatvertriebenen.“ |
|      | Kornwestheim                 | Katholische Kirche St. Martin, Gedenktafel | 1981                  | „Die Einwohner aus Grafendorf, Südmähren, Heimatkreis Znain, gedenken ihrer Gefallenen und Vermißten beider Weltkriege, der Verstorbenen in der Heimat, der Opfer aus der Vertreibung sowie ihrer Toten nach 1945.“ |
|      | Kornwestheim                 | Rathaus, Gedenktafel für Grafendorf und Schönau | 1985                  | „Grafendorf und Schönau liegen im südlichen Mähren an der Grenze zu Niederösterreich. Bis 1946 hatte der Großteil der Einwohner ihre Heimat verlassen müssen.“ |
|      | Lahr/Schwarzwald             | Schutterlindenberg, Steinstele: Wappen von Schlesien, Sudetenland, Ostpreußen, Westpreußen, Brandenburg, Pommern, Banater Schwaben, Siebenbürger Sachsen, Danzig, Buchenland                                                                                    | 1975/1984             | „Zum Gedenken an die Opfer der Vertreibung aus dem deutschen Osten.“ |
|      | Laichingen                   | Gedenkwand |                       | „Verlorene Heimat – Dich suchet die Seele – Tote der Heimat – Euch birgt unser Herz. Den Toten der Heimatvertriebenen, die im Krieg und auf der Flucht ihr Leben verloren haben.“ |
|      | Lauchheim                    | Friedhof, Gedenkkreuz mit Steinplatte | 1956                  | „Den Toten der Heimat.“ |
|      | Lauffen am Neckar            | Parkfriedhof, Gedenkstein der Etyeker | 1986                  | „Darstellung der Kirche Mariä Heimsuchung 1814-1816.“ – „Ausgewiesen aus der alten Heimat im März 1946. Seit 1953 ist die Stadt Lauffen/N. Treffpunkt der Etyeker.“ – „Wir gedenken der Heimat.“ – „Die ehemaligen Bürger der deutschen Gemeinde Etyek (Edeck) in Ungarn gedenken ihrer Toten und der Gefallenen beider Weltkriege.“ |
|      | Leimen (Baden)               | Friedhof von St. Ilgen, Gedenkstein | 1985                  | „1985. Zu Ehren unserer Gefallenen, Vermißten, in der Verschleppung nach Russland, auf der Flucht, bei der Vertreibung und in aller Welt verstorbenen Landsleute. Elek-Almaskamaras.“ Siehe Elek. |
|      | Leimen                       | Kunewälder Gedenkstein vor der Aussegnungshalle auf dem Bergfriedhof | 1981                  | „Unseren gefallenen, vermißten und toten Landsleuten in aller Welt zum ehrenden Gedenken, die Heimatgemeinde Kunewald im Sudetenland.“ Siehe Landkreis Neu Titschein. |
|      | Leimen                       | Gedenkstein vor der Kapelle auf dem Bergfriedhof | 1975                  | „Zum Gedenken unserer Gefallenen u. Vermissten der beiden Weltkriege. ... Zivilopfern die in Jugoslawien, Russland, der Baragan-Steppe und in rumänischen Kerkern gestorben sind - ... Toten, die in der Heimaterde in Deutsch-Stamore im rumänischen Banat begraben sind.“ |
|      | Leimen                       | Gedenktafel in der Höllengasse, in der Nähe des Rathauses | 1999                  | „Diese Gedenktafel soll an 1644 evakuierte, heimatvertriebene Deutsche aus dem Sudetenland, aus Schlesien, Pommern und Ungarn sowie an Flüchtlinge aus Mitteldeutschland erinnern. Nach dem 2. Weltkrieg haben sie 1945 in Leimen ihre zweite Heimat gefunden. Sie und ihre Nachkommen haben großen Anteil an der kulturellen und wirtschaftlichen Entwicklung in der Europa-Paten- und Partnerstadt Leimen. Nach 53 Jahren wurde diese Gedenktafel 1999 enthüllt. Gestiftet von der Sudetendeutschen Landsmannschaft Leimen.“ |
|      | Leinfelden                   | Gedenkstein bei der katholischen Kirche | 1996                  | „Zum Gedenken an die Vertreibung der Einwohner von Zanegg und der deutschsprachigen Nachbargemeinden auf dem Heidebogen/Westungarn im April 1946 und zum Dank für die Aufnahme in Baden-Württemberg.“ |
|      | Lenzkirch                    | Gedenkstein mit Wappen der Deutsch-Balten in Kappel | 1981                  | „In Treuen fest.“ |
|      | Leonberg                     | Mahnmal auf dem Waldfriedhof | 1985                  | „Den Toten der alten Heimat 1945. Bund der Vertriebenen Leonberg 1985.“ |
|      | Leutenbach (Württemberg)     | Gedenktafel in der Anlage Kriegerdenkmal am Friedhof | 1966                  | „Dem Gedenken der Toten unserer Patengemeinde Rudolfsgnad.“ Siehe Knićanin. |
|      | Lörrach                      | Wegweiser an der Grenze zur Schweiz | Tag der Heimat 1958   | „Berlin 889 km, Stettin 1023 km, Danzig 1361 km, Königsberg 1485 km, Breslau 1097 km, Karlsbad 870 km.“ |
|      | Ludwigsburg                  | Parkanlage am Ludwigsburger Schloss | 1968                  | „Kuhländer Bauernbrunnen, Franz Barwig d. Ä. dessen Erstguß 1929 in Neutitschein/Sudeten errichtet wurde. Der Patenstadt Ludwigsburg gewidmet. 1968. Landschaftsrat Kuhländchen/Sudeten.“ Siehe Kuhländchen, Franz Barwig der Ältere. |
|      | Ludwigsburg                  | Parkanlage am Schloss: Wappen von Neutitschein, Fulnek, Odrau, Wagstadt, Ludwigsburg. | 1988                  | „Patenstadt Ludwigsburg. Wir gedenken unserer Landsleute, die durch Krieg, Flucht und Vertreibung ihr Leben lassen mussten. Kuhländchen – unvergessene Heimat im Ostsudetenland. Der Landschaftsrat 1988.“ |
|      | Ludwigsburg                  | Grünbühl, Mahnmal aus drei Gedenksteinen. 16 Wappen erinnern an die ersten Bewohner des Lagers des späteren Stadtteils Grünbühl, an französische Kriegsgefangene (1941), deutsche Internierte (1945), Heimatvertriebene, Verschleppte und Zwangsarbeiter (1946) | 1988                  | |
|      | Ludwigsburg                  | Gedenkstein auf dem Friedhof in Oßweil | 1988                  | „Mramorak im Banat 1820–1944.“ – „Mramorak wurde 1820 im damaligen Südungarn von Deutschen besiedelt. Nach dem Ersten Weltkrieg kam der Ort zu dem späteren Jugoslawien. Im Dorfe lebten 1944 bei der Vertreibung mehr als 3500 Deutsche.“ – „Wir gedenken unserer seit der Ansiedlung Verstorbener. Wir trauern um unsere Gefallenen und Vermißten in den Kriegen, der in Gefangenschaft und auf der Flucht Gestorbenen, der in den Internierungslagern der alten Heimat Verhungerten, der Verschleppten und Umgekommenen. Sie sind nicht vergessen. Sie gehören zu uns. Ortsgemeinschaft Mramorak, 24.09.1988.“                                                                                                   |
|      | Maichingen                   | steinernes Gedenkkreuz bei der Laurentius-Kirche am alten Friedhof | 1953                  | „Den Toten der Heimat.“ |
|      | Malsch (Landkreis Karlsruhe) | Gedenkstein am Haupteingang zum Friedhof | 1982                  | „Unseren Verstorbenen, Gefallenen und Vermißten in aller Welt. Zum ehrenden Gedenken, Söhle Sudetenland.“ Siehe Nový Jičín#Stadtgliederung. |
|      | Mannheim                     | Rheinpromenade in Lindenhof (Mannheim), Memel-Gedenkstein | 1961                  | |
|      | Mannheim                     | Gedenkstätte der Banater Schwaben auf dem Hauptfriedhof Mannheim | 2001                  | „Banater Schwaben und Berglanddeutsche den Opfern der Weltkriege 1914-1918, 1939-1945, der Vernichtungslager des Tito-Regimes 1944-1948, der Russlandverschleppung 1945–1949, der Baragandeportation 1951-1956. Den Toten der Heimat, der Flucht u. Vertreibung. Der neuen Heimat. Vergesst sie nicht.“ 203 Banater Ortschaften mit ehemals deutscher Bevölkerung. |
|      | Marbach am Neckar            | Gedenkkreuz auf dem Friedhof, Wappen deutscher Ostprovinzen und Siedlungsgebiete. Dornenkrone. | 1952                  | |
|      | Marbach am Neckar            | Gedenkstein auf der Schillerhöhe | 1953                  | „Dieser Stein birgt Erde aus Deutschlands Osten. Deutscher Ahnenfleiß hat sie einst erschlossen, ihre Liebe und Treue schuf sie zum Garten der Heimat. Blinder Haß raubt' sie den Vätern und Söhnen. Eingedenk der Toten, die in ihr verlassen ruhen, mögen die Enkel sie einst pflügen.“ Josef Mühlberger. |
|      | Markdorf                     | Gedenkstätte auf dem städtischen Friedhof: Wappenpfähle für Baltikum, Ostpreußen, Westpreußen, Danzig, Pommern, Brandenburg, Schlesien, Sudetenland, Donauschwaben.                                                                                             | 1956                  | |
|      | Markgröningen                | Haupteingang zum Friedhof, Mahn-Obelisk und Steinblöcke | 1969                  | „Unsere Toten mahnen. Krieg, Vertreibung, Gewaltherrschaft 1914-1918, 1939-1945. Den Opfern zum Gedenken.“ |
|      | Markgröningen                | Ostlandkreuz in Unterriexingen |                       | |
|      | Maulbronn                    | Friedhof beim Kloster Maulbronn, Gedenkkreuz | 1953                  | |
|      | Mosbach                      | beim Haus der Donauschwaben: Bronzewappen von Donauschwaben, Ostpreußen, Pommern, Schlesien, Siebenbürgen, Sudetenland. |                       | |
|      | Mühlacker                    | Friedhof in Enzberg, Gedenkkreuz | 1951                  | |
|      | Munderkingen                 | Friedhof, Vertriebenenehrenmal |                       | |
|      | Münsingen (Württemberg)      | Gedenkkreuz |                       | „Nur die Sache ist verloren, die man aufgibt.“ – „Ostpreußen, Danzig-Westpreußen, Posen-Brandenburg.“ – „Schlesien, Sudetenland.“ |
|      | Murr                         | Neuer Friedhof, Mahnmal für die Böhmerwälder | 1981                  | Relief Mutter mit zwei Kindern. „Drei Böhmerwaldpfarrgemeinden mit den Ortschaften gedenken ihrer Gefallenen des Weltkrieges 1939–1945.“ – „Im Gedenken an die Toten in der Böhmerwaldheimat. Völker höret. Die Opfer der Kriege, von Flucht und Vertreibungen mahnen. Lebet in Frieden.“ |
|      | Murrhardt                    | Anlage am Feuersee im Welzheimer Wald, Gedenkstein mit Wappen von Pommern, Danzig, Ostpreußen, Westpreußen, Sudetenland, Schlesien, Oberschlesien, Donauschwaben, Siebenbürgen und Bessarabien.                                                                 | 1991                  | |
|      | Murrhardt                    | Oberer Friedhof, Hochkreuz | 1949                  | „Den Toten der Heimatvertriebenen.“ |
|      | Mutlangen                    | Südausgang der katholischen Kirche, Gedenkstein | 1966                  | „Wir gedenken der verlorenen Heimat und derer, die dort im Frieden Gottes ruhen. Friede den Lebenden, Heil den Verstorbenen.“ |
|      | Neckargemünd                 | Gedenktafel an der Friedhofskapelle | 1960                  | „Unseren gefallenen, vermißten und toten Landsleuten in aller Welt zum ehrenden Gedenken. Die Heimatstadt Waltsch, Egerland.“ Siehe Valeč v Čechách. |
|      | Neckargemünd                 | Waltscher Gedenkstätte beim Stadttor | 1985                  | „Waltsch, Stadt im Egerland erstmals 1358 urkundlich erwähnt und 1514 zum Marktort erhoben. Waltsch war jahrhundertlang die Heimat deutscher Bürger. 1945/46 wurden alle Deutschen aus ihrer Heimatstadt Waltsch vertrieben. In Neckargemünd fanden einige ein neues Zuhause. Am 4. September 1965 übernahm die Stadt Neckargemünd die Patenschaft für alle vertriebenen Waltscher. September 1985.“ |
|      | Neckarsteinach               | Friedhof, Familiengrabstein | 1975                  | „Ruhestätte der Familie Rolke-Pelz, aus Groß–Kunzendorf Sudetenland im März 1946 vertrieben.“ |
|      | Nenningen                    | Gedenkstätte | 1954                  | „Unseren lieben Toten in der Heimat zum Gedenken. Die Heimatvertriebenen der Gemeinde Nenningen.“ |
|      | Neresheim                    | Gedenkstein in der Nähe des Bahnhofs | 1957                  | „Gedenke der Toten beider Weltkriege und der Opfer der Vertreibung.“ |
|      | Neulußheim                   | Gedenkstein | 2002                  | „Damit es nicht vergessen werde! Infolge des 2. Weltkrieges wurden über 15 Millionen Deutsche aus ihrer Heimat im Osten vertrieben. Aus Ostpreußen, Danzig, Westpreußen, Ostpommern, Ost-Brandenburg, aus Schlesien, dem Sudetenland, aus Böhmen, Mähren und der Slowakei, aus dem Banat, Ungarn, der Batschka und Siebenbürgen. Bei dieser Vertreibung fanden nahezu 3 Millionen den Tod. Die Leiden und Opfer der Vertriebenen sollen mahnen in aller Welt, das Heimatrecht zu achten und das Recht der Menschen zu schützen. Für mehr als 400 vertriebene Menschen ist unser Dorf zur neuen Heimat geworden.“ |
|      | Nürtingen                    | Alter Friedhof an der Stuttgarter Straße, Gedenkstein | 1954                  | „Unseren Toten zum Gedenken. Die Heimatvertriebenen.“ |
|      | Oberboihingen                | Friedhof: Gedenkkreuz der Heimatgruppe der Egerländer |                       | |
|      | Oberderdingen                | Friedhof in Großvillars, Gedenkstein | 1953                  | „Unseren Toten in der verlorenen Heimat. B.v.D. Großvillars 1953.“ |
|      | Oberkirch (Baden)            | Gedenkstein in der Lohstraße zwischen Wohnblocks, in denen nach dem Krieg viele Flüchtlingsfamilien ein neues Zuhause gefunden hatten | 1993                  | „Der alten Heimat und den Opfern der Vertreibung zu Ehren. Für Frieden und Freiheit und ein in Frieden geeintes Europa.“ |
|      | Offenburg                    | Lindenhöhe: Ostlandkreuz mit zwölf Wappensäulen (Donaudeutsch, Ostpreußen, Wartheland, Schlesien, Brandenburg, Pommern, Westpreußen, Sudeten, Siebenbürgen, Balten, Danzig, Russlanddeutsche).                                                                  | Aufstand des 17. Juni | „Dem Deutschen Osten und seinen Toten.“ |
|      | Osterburken                  | Waldfriedhof, Gedenkstein: Wappen der Gemeinden Hausdorf und Klötten. | 1985                  | „Unseren verstorbenen, gefallenen und vermißten Landsleuten aus dem Sudetenland zum ehrenden Gedenken.“ |
|      | Östringen                    | Friedhof in Eichelberg, Ostlandkreuz | Juni 1953             | „Gewidmet dem deutschen Osten.“ |
|      | Östringen                    | Hochkreuz und Steinsockel neben der Kreuzbergkapelle bei Tiefenbach | 1953                  | „Dem deutschen Osten gewidmet. 13.9.1953.“ |
|      | Ötisheim                     | Friedhof, Gedenkkreuz |                       | „Den Toten der fernen Heimat.“ |
|      | Ötisheim                     | Gedenktafel für Kriegsopfer mit Namen, Vornamen, Geburts- und Sterbedaten. |                       | „Heimatvertriebene und Evakuierte.“ |
|      | Pfinztal                     | Friedhof in Söllingen, Ostlandkreuz | 1950/1960             | |
|      | Pforzheim                    | Foyer des neuen Rathauses, Gedenktafel | 1983                  | „Durch den 2. Weltkrieg verloren zwölf Millionen Deutsche aus dem Osten ihre Heimat. Weitere zweieinhalb Millionen fanden durch Vertreibung, Gewalt und auf der Flucht den Tod. Vergeßt dieses Schicksal nicht! Für mehr als 17.000 Vertriebene wurde Pforzheim zur neuen Heimat.“ |
|      | Pforzheim                    | Hauptfriedhof (Pforzheim), Gedenkstein | 2001                  | „Unseren Toten. Dieses Denkmal wurde errichtet zur Erinnerung an das Werden und Vergehen der Gemeinde Deutsch-Sankt-Peter im Banat/Rumänien. In Ehrfurcht gedenken wir unserer Toten in der alten und der neuen Heimat. Unserer gefallenen und vermißten Soldaten der Weltkriege 1914-1918 und 1939-1945 sowie unserer von 1945–1951 zur Zwangsarbeit nach Russland Verschleppten und dort Verstorbenen. Gott schenke ihnen die ewige Ruhe. Mag auch kein Kreuzlein nennen uns Name, Stand und Zeit, der Herrgott wird sie kennen in alle Ewigkeit.“ |
|      | Pforzheim                    | Mahnmal-Skulptur Mutterliebe, vor dem Haus der Landsmannschaften in der Kirchenstraße 9 in Brötzingen | 1994                  | „Den Millionen Opfern von Flucht und Vertreibung nach dem II. Weltkrieg. Besonders den Müttern und den Kindern zum Gedenken.“ |
|      | Plüderhausen                 | Mahnmal bei der katholischen Kirche, Betonwand mit elf Wappen (Bundesrepublik, Baden-Württemberg, Rems-Murr, Plüderhausen, Ungarn-Deutsche, Ostpreußen, Pommern, Schlesien, Sudetenland, Siebenbürgen, Donauschwaben)                                           | 1980                  | „Vertreibung aus dem Osten 1945. Recht auf Heimat.“ |